# Goniorhynchus gulielmalis
Goniorhynchus gulielmalis is een vlinder uit de familie van de grasmotten (Crambidae), uit de onderfamilie van de Spilomelinae. De wetenschappelijke naam van deze soort is voor het eerst voorgesteld door William Jacob Holland in een publicatie uit 1900.
De soort komt voor in Indonesië en is voor het eerst ontdekt op Buru.